# Abdu’l-Bahá
‘Abdu’l-Bahá (tiếng Ả Rập: عبد البهاء‎, ngày 23 tháng 5 năm 1844 – ngày 28 tháng 11 năm 1921), tên khai sinh ‘Abbás Effendí (tiếng Ba Tư: عباس افندی), là con trai cả của Bahá'u'lláh, người sáng lập tôn giáo Bahá'í. Năm 1892, Abdu'l-Bahá theo di nguyện của cha ông trở thành người kế nhiệm và là người dẫn dắt tôn giáo Bahá'í.
‘Abdu'l-Bahá sinh ra ở Tehran trong một gia đình quý tộc của vương quốc. Năm lên tám tuổi, cha ông bị giam giữ và tài sản của gia đình bị cướp phá, làm cho gia đình lâm vào cảnh đói nghèo. Cùng với cha, ‘Abdu'l-Bahá bị lưu đày ở Baghdad, nơi gia đình sống chín năm.
Trong thời thanh niên, Abdu'l-Bahá đã trung thành với cha và là một thành viên nổi bật của cộng đồng Bahá'i lưu vong. Khi còn là một thiếu niên, Abdu'l-Bahá làm thư ký cho cha mình và thường xuyên thảo luận các vấn đề thần học với những nhà tri thức khác trong khu vực. Năm 1863, Đức Bahá'u'lláh và gia đình ông bị trục xuất khỏi Baghdad và lưu đày tới Constantinople. Trong những năm 1860, gia đình ông một lần nữa bị trục xuất khỏi Constantinople lưu đày tới Adrianople, và cuối cùng đến Acre, Palestine, một thành phố lao tù của Đế quốc Ottoman.
Với cái chết của cha vào năm 1892, Abdu'l-Bahá được bổ nhiệm làm người lãnh đạo dẫn dắt tôn giáo Bahá'i, có nhiều sự chống đối ông, bao gồm cả thành viên trong gia đình. Mặc dù vậy, thực tế tất cả cộng đồng Bahá'í trên toàn thế giới đã chấp nhận sự lãnh đạo của ông. Năm 1908, ở tuổi 64 và sau bốn mươi năm bị cầm tù, ‘Abdu'l-Bahá đã được trả tự do ông và gia đình bắt đầu cuộc sống tương đối an toàn. Những chuyến đi của ông ở phương Tây cũng như "Các Kinh bản về Kế hoạch Thiêng liêng" đã giúp truyền bá sứ điệp Bahá'i vượt ra khỏi cội rễ ở Trung Đông, Chúc thư và Giao ước của ông đã giúp phát triển và mở rộng nền quản trị Baha’i hiện nay.
Rất nhiều Thánh thư, Kinh bản cầu nguyện và thư từ của Abdu'l-Bahá vẫn còn lưu giữ và các bài thuyết giảng của ông ở phương Tây nhấn mạnh đến sự phát triển của tôn giáo vào cuối những năm 1890. Tên gọi của ‘Abdu'l-Bahá là Abbás, nhưng ông thích được gọi bằng tên "‘Abdu'l-Bahá" nghĩa là tôi tớ của Thượng đế). Danh của ông thường được đề cập đến trong các văn bản Bahá'í như là "Đức Thầy".